# Garniec
Garniec – jednostka objętości stosowana w Europie od średniowiecza, podstawowa jednostka objętościowa późnego okresu wieków średnich. Nazwę wzięła od glinianego naczynia.

## Historia
W Polsce przedrozbiorowej jako miara ciał sypkich stanowił 1/32 korca i dzielił się na 4 kwarty. W zależności od regionu i okresu było to od 2,1 do 3,9 litra. Przy mierzeniu płynów garniec to 1/72 beczki i dzielił się na 4 kwarty. 
Zależnie od regionu:
- 1 garniec chełmiński = 7,12 litra obowiązywał do 1714
- 1 garniec krakowski = 2,18-2,26 litra (XVI w.)[1], 2,75 litra
- 1 garniec warszawski = 3,76-3,90 litra (od XVI w.)[1] 3,77 litra (po 1764 roku)[3]
- 1 garniec nowopolski = 4 litry (od XIX wieku - po 1819 roku)

35 garnców = 1 kibel; 32 garnce = 1 korzec; 48 garnców = 1 beczka
Dzieli się na 4 kwarty i 16 kwaterek.
Aktualnie wyszedł z użycia. Czasem używana jest kwaterka = 1/4 litra.